# Vuelta a España 1945
La 5.ª edición de la Vuelta Ciclista a España 1945 se disputó del 10 al 31 de mayo de 1945, tras un paréntesis de dos años sin disputarse esta prueba. Contó con un recorrido de 3803 km divididos en un total de 19 etapas, una de ellas contrarreloj. La organización de la prueba pasó a manos del diario Ya, que sustituyó al hasta entonces organizador, el diario Informaciones.
Tomaron la salida 52 ciclistas, 44 de ellos españoles y ocho portugueses. Solo 26 ciclistas lograron concluir la prueba.
El líder de la clasificación general pasó a distinguirse en el pelotón mediante un jersey rojo, sustituyendo al antiguo jersey naranja utilizado en la edición anterior.
De las etapas disputadas, diecisiete de ellas fueron ganadas por ciclistas españoles, destacando en esta faceta Delio Rodríguez al lograr 6 triunfos de etapa, lo que le valió para imponerse también en la novedosa clasificación por puntos que hizo su aparición en esta edición. Julián Berrendero fue nuevamente vencedor en la clasificación de la montaña.

## Crónica de la Vuelta Ciclista a España 1945
A causa de la Segunda Guerra Mundial, la Vuelta Ciclista a España tuvo lugar en sus fechas tradicionales ocupando las del Giro d'Italia, que estaba suspendido desde el año 1941. La salida tuvo lugar en la capital de España, Madrid, el 10 de mayo y retorno de nuevo a la misma ciudad el 31 del mismo mes, después de un periplo de 3708 km repartidos en un total de 19 etapas. Visitaba la casi totalidad de las provincias españolas, a excepción de Galicia, casualmente tierra natal del futuro ciclista vencedor.
En el pelotón, compuesto de 51 corredores, solo 6 eran extranjeros, curiosamente los 6 portugueses de los cuales 5 eran de ínfima calidad pero uno, João Rebelo, de calidad contrastada como escalador. La prensa tenía como favorito al "negro" Julián Berrendero pero también destacaba que, por primera vez, Delio Rodríguez estaba acompañado de sus 2 hermanos, Emilio y Pastor, en el seno de un fuerte equipo, el Club Deportivo Manserano. Se llamaba la atención también sobre la presencia del joven y muy atlético Dalmacio Langarica, vasco de Ochandiano, muy competitivo así como buen rodador y escalador.
La Federación Española de Ciclismo limitó la participación de los equipos a seis corredores por equipo. El campeón de esta edición que corrió para el equipo Tubulares Galindo. Este equipo, aparte de ser el más eficiente, tenía los mejores corredores y se repartían entre ellos los premios en metálico. El equipo rival era Pirelli pero era tan débil que nadie se atrevió a rebatir el liderato de Delio.

## Etapas
| Etapa | Día        | Recorrido              | Km       | Ganador de la etapa | Líder de la clasificación general |
| 1.ª   | 10 de mayo | Madrid-Salamanca       | 212      | Julián Berrendero   | Julián Berrendero                 |
| 2.ª   | 11 de mayo | Salamanca-Cáceres      | 214      | Delio Rodríguez     | Delio Rodríguez                   |
| 3.ª   | 12 de mayo | Cáceres-Badajoz        | 132      | Miguel Gual         | Delio Rodríguez                   |
| 4.ª   | 13 de mayo | Badajoz-Almendralejo   | 57 (CRI) | Juan Gimeno         | Delio Rodríguez                   |
| 5.ª   | 13 de mayo | Almendralejo-Sevilla   | 171      | Vicente Miró        | Delio Rodríguez                   |
| 6.ª   | 15 de mayo | Sevilla-Granada        | 251      | Antonio Montes      | Delio Rodríguez                   |
| 7.ª   | 16 de mayo | Granada-Murcia         | 285      | Joaquín Olmos       | Delio Rodríguez                   |
| 8.ª   | 17 de mayo | Murcia-Valencia        | 244      | Delio Rodríguez     | Delio Rodríguez                   |
| 9.ª   | 19 de mayo | Valencia-Tortosa       | 188      | Delio Rodríguez     | Delio Rodríguez                   |
| 10.ª  | 20 de mayo | Tortosa-Barcelona      | 288      | Miguel Gual         | Delio Rodríguez                   |
| 11.ª  | 21 de mayo | Barcelona-Zaragoza     | 306      | Miguel Gual         | Delio Rodríguez                   |
| 12.ª  | 22 de mayo | Zaragoza-San Sebastián | 276      | José Gutiérrez      | Delio Rodríguez                   |
| 13.ª  | 24 de mayo | San Sebastián-Bilbao   | 207      | João Rebelo         | Delio Rodríguez                   |
| 14.ª  | 25 de mayo | Bilbao-Santander       | 188      | Delio Rodríguez     | Delio Rodríguez                   |
| 15.ª  | 26 de mayo | Santander-Reinosa      | 110      | João Rebelo         | Delio Rodríguez                   |
| 16.ª  | 27 de mayo | Reinosa-Gijón          | 204      | Delio Rodríguez     | Delio Rodríguez                   |
| 17.ª  | 29 de mayo | Gijón-León             | 172      | Julián Berrendero   | Delio Rodríguez                   |
| 18.ª  | 30 de mayo | León-Valladolid        | 132      | Delio Rodríguez     | Delio Rodríguez                   |
| 19.ª  | 31 de mayo | Valladolid-Madrid      | 185      | Joaquín Olmos       | Delio Rodríguez                   |

## Detalle etapa por etapa

### 1.ª etapaː 10 de mayo:Madrid-Salamanca– 212km
Resumen
La  primera etapa pareció un "remake" de 1942 dada la superioridad de Julián Berrendero. Después de un ataque de Trueba en el Alto de los Leones replicó Berrendero junto a Gandara y Rebelo. En el descenso el portugués se va solo llevando su avance a 3 minutos a 20 km de la meta pero el viento lateral le frenó siendo atrapado por Berrendero, Langarica, Gimeno, Capo y Gual y en Salamanca Berrendero gana al sprint consiguiendo, gracias a las bonificaciones, más de 6 minutos sobre Delio.
|   | Ciclista          | Equipo        | Tiempo    |
| - | ----------------- | ------------- | --------- |
| 1 | Julián Berrendero | Galindo       | 6h 33'09" |
| 2 | Miguel Gual       | Galindo       | m.t.      |
| 3 | Bernardo Capó     | Independiente | m.t.      |

| Posición | Ciclista          | Equipo        | Tiempo    |
| -------- | ----------------- | ------------- | --------- |
| 1.       | Julián Berrendero | Galindo       | 6h 33'09" |
| 2        | Miguel Gual       | Galindo       | m.t.      |
| 3        | Bernardo Capó     | Independiente | m.t.      |

### 2.ª etapaː 11 de mayo:Salamanca-Cáceres– 214km
Resumen
En la etapa siguiente Salamanca-Cáceres, bajo una fina lluvia y una carretera descarnada, poco después de la salida se destacan Rebelo, Olmos, Bailon, Montes y Delio. Poco después se descuelgan Montes y Rebelo por pinchazos y Olmos por rotura de cadena. Delio y Bailon se destacan y pasan el Col de Béjar con 2' 43 sobre el pelotón. Al final del descenso han doblado su ventaja sorprendidos de la apatía del pelotón y a partir de ahí el dúo Delio-Baylon ve crecer su ventaja hasta llegar a los 35' en Plasencia. A 30 km de la llegada Bailon desfallece y Delio continúa solo ganando la etapa con 15' sobre Bailon y 30' sobre los otros favoritos. Así el corredor gallego ganaba la Vuelta desde el la 2.ª etapa y Berrendero se focaliza en batir a Rebelo en el Premio de la Montaña, cosa que consigue a la par que se coloca en la general final 2.º a 15' de Delio.
|   | Ciclista        | Equipo     | Tiempo    |
| - | --------------- | ---------- | --------- |
| 1 | Delio Rodríguez | Galindo    | 7h 10'25" |
| 2 | Joaquín Bailón  | Individual | a 14'57"  |
| 3 | Miguel Gual     | Galindo    | a 30'27"  |

| Posición | Ciclista          | Equipo  | Tiempo     |
| -------- | ----------------- | ------- | ---------- |
| 1.       | Delio Rodríguez   | Galindo | 13h 41'31" |
| 2        | Julián Berrendero | Galindo | a 29'58"   |
| 3        | Miguel Gual       | Galindo | a 32'33"   |

### 3.ª etapaː 12 de mayo:Cáceres-Badajoz– 132km
Resumen
Con la Vuelta prácticamente decidida, la carrera ya se limitó a escapadas para victorias de etapa y, posteriormente, la batalla entre Berrendero y el portugués João Rebelo por la clasificación de la montaña. Eso fue lo que ocurrió en la etapa entre Cáceres y Badajoz. Un grupo de cinco hombres, Juan Gimeno, Miguel Gual, Bernardo Capó, Eduardo Lopes y Gabriel Palmer. Se produce un duelo entre estos escapados y el pelotón, liderados por Berrendero y Delio Rodríguez. Finalmente, el duelo lo ganan los escapados y, entre ellos, Miguel Gual que se impone a sus compañeros.
|   | Ciclista      | Equipo     | Tiempo    |
| - | ------------- | ---------- | --------- |
| 1 | Miguel Gual   | Galindo    | 7h 10'25" |
| 2 | Juan Gimeno   | Galindo    | m.t.      |
| 3 | Eduardo Lopes | Iluminante | m.t.      |

| Posición | Ciclista        | Equipo      | Tiempo     |
| -------- | --------------- | ----------- | ---------- |
| 1.       | Delio Rodríguez | Galindo     | 17h 37'43" |
| 2        | Miguel Gual     | Galindo     | a 23'29"   |
| 3        | Bernardo Capó   | AC Montjuïc | a 24'40"   |

### 4.ª etapaː 13 de mayo:Badajoz-Almendralejo– 57km (CRI)
Resumen
Juan Gimeno se mostró intratable en la contrarreloj. El catalán sacó 41 segundos a Berrendero y más de ocho minutos y medio al líder, Delio Rodríguez. Eso le alzó a la segunda posición de la general y se colocaba como uno de los hombres a vigilar. Pero algo extraño pasó en el sector vespertino que disiparía cualquier duda.